# Марина Дмитровић
Марина Дмитровић (23. март 1985, Београд) је рукометна репрезентативка Србије. Игра на позицији десног бека. Тренутно је члан мађарског клуба Кишварда. Са рукометном репрезентацијом Србије освојила је сребрну медаљу на Светском првенству 2013. и четврто место на Европском првенству 2012.